# الیت ایشکان
الیت ایشکان (انگلیسی: Elit İşcan؛ زادهٔ ۱۲ ژانویهٔ ۱۹۹۴) بازیگر اهل ترکیه است. وی از سال ۲۰۰۶ میلادی تاکنون مشغول فعالیت بوده‌است.
از فیلم‌ها یا برنامه‌های تلویزیونی که وی در آن نقش داشته‌است می‌توان به اسب وحشی اشاره کرد.